# Ambrose St. John
Ambrose St. John (Hornsey, 29 giugno 1815 – Birmingham, 24 maggio 1875) fu un convertito al cattolicesimo e membro degli Oratoriani di san Filippo Neri. Egli, ora, è meglio conosciuto per essere stato l'amico di una vita del santo John Henry Newman.

## Biografia

### Giovinezza
Ambrose St. John nacque e crebbe ad Hornsey, nel Middlesex, ora North London. Era il figlio di Henry St. John, discendente dai Baroni St. John di Bletsoe. Fu educato alla Westminster School, e alla Christ Church di Oxford, dove egli si laureò in M.A (alias Magister artium), formando una duratura amicizia con Newman. Fu un allievo di Edward Bouverie Pusey, grazie al quale imparò l'ebraico. Ambrose fu, inoltre, una valente poliglotta: era un classicista e un linguista sia degli idiomi orientali, quanto di quelli europei.

### La conversione al cattolicesimo

#### L'attività nell'Oratorio di Birmingham
Nel 1841 divenne curato di Henry Wilberforce, prima a Walmer, e successivamente ad East Farleigh. Poi, si unì a Newman a Littlemore che egli lasciò, al momento della sua conversione alla Chiesa cattolica, circa un mese prima della conversione di Newman, avvenuta nell'ottobre del 1845. Dopo un po' di tempo trascorso con Newman a Maryval, Ambrose St. John lo accompagnò a Roma dove furono ordinati sacerdoti. Dopo essere diventati oratoriani, Newman e St. John iniziarono la loro missione apostolica a Birmingham (1849), ove esposero la loro vita al pericolo quando, pur di dar sollievo alle popolazioni di Bilston, affrontarono il colera. Lì dedicarono tutto sé stessi all'opera missionaria, assumendo una posizione di controllo nel funzionamento dell'Oratorio di Birmingham e della sua scuola.

#### La morte
La sua morte seguì al lavoro di traduzione del libro del vescovo Josef Flessler sull'infallibilità papale, pubblicato con il titolo di The True and False Infallibility of the Popes, una difesa della dottrina dell'Infallibilità insegnata secondo i teologi italiani legati all'ultramontanismo, nel momento in cui la controversia sulla dottrina stava crescendo nella disputa con William Ewart Gladstone. Ambrose, che era già impegnato nella scuola dell'oratorio e nella gestione delle finanze della comunità (oltre ad assolvere ai suoi doveri sacerdotali), ebbe prima un collasso psichico, giungendo a delirare. Nel corso di poco tempo, i disturbi mentali gli causarono un lento ma inesorabile deperimento fisico, il che lo portò alla morte il 24 maggio 1875.

### Il legame con Newman
Ambrose St. John era un uomo dotato di una forte individualità e Newman gli rese omaggio nella sua Apologia. Nel Il sogno di Geronte, un'opera teatrale di Edward Elgar basata sul poema di Newman, si ritiene che il personaggio dell'Angelo Guardiano sia basato su St. John. Newman rimproverò a sé stesso di aver causato la morte dell'amico sobbarcandolo di lavoro, tanto da scrivere, dopo la morte di St. John nel 1875, queste righe:
(Cornwell, p. 206)
In base alle sue esplicite volontà, nel 1890 il cardinale Newman fu sepolto nella tomba insieme ad Ambrose St. John, dando adito nel corso di questi anni al fatto che i due avessero un rapporto d'amore omosessuale, anche se non si sa sotto quale forma, se completa o solo platonica. A dare adito ulteriormente a quest'ipotesi, c'è anche la decisione di aver condiviso insieme una casa nell'Oratorio. I due uomini, infine, hanno una stele commemorativa su cui sono incise le parole che Newman aveva scelto: Ex umbris et imaginibus in veritatem (Dalle ombre e illusioni alla verità). 

### La traslazione delle reliquie
Le spoglie dei due oratoriani rimasero insieme fino al 2008. In quell'anno, le spoglie di Newman situate nella tomba condivisa con St. John furono riesumate, col proposito di spostarle nell'Oratorio posto nel centro della città di Birmingham per una possibile beatificazione di Newman, poi avvenuta nel 2010. Ciò è una prassi nei processi di canonizzazione della Chiesa Cattolica, ma alcuni vi hanno intravisto, in questo spostamento, un atto di omofobia, per quella relazione omosessuale di cui si è accennato prima.